# Francisco León Hermoso
Francisco León Hermoso (Santa Cecilia del Alcor, Palencia, 17 de septiembre de 1843 - Lourdes (Francia), 25 de julio de 1897), apodado con el nombre de Noherlesoom, fue un astrónomo meteorologista e informador meteorológico español que revolucionó la ciencia meteorológica nacional. Se creó enemistades en el servicio meteorológico oficial por las previsiones a medio y largo plazo. Pero recibió las críticas más duras por anunciar, con días de antelación, la tormenta que asoló Madrid el 12 de mayo de 1886. No admitían que un autodidacta acertara tantas previsiones. El Boletín meteorológico quincenal, lanzado en 1890, aumentó aún más su fama.
El Boletín meteorológico, fundado por el propio León Hermoso, se publicó todas las quincenas entre febrero de 1890 y agosto de 1897, lo que suma un total de 181 números. Alcanzó un elevado número de suscriptores, muchos de ellos entre las instituciones oficiales. La suscripción anual era de 5 pesetas en Madrid y 6 en provincias y los ingresos permitían a León Hermoso mantener su administración en los números 81 y 83 de la calle Mayor de Madrid. Noherlesoom llegó a ser el primer explotador privado de la meteorología en España. La predicción del boletín se completaba con artículos de divulgación sobre meteorología y temas asociados, descripción de aparatos, biografías, datos, comentarios, curiosidades geográficas, actas de congresos, etc. La colección del Boletín meteorológico constituye una valiosa fuente histórica sobre la actividad meteorológica nacional e internacional a finales del siglo XIX.
Su muerte se produjo en Lourdes (Francia), que visitaba anualmente, pues era un ferviente católico. 